# Eidsvoll község
 Eidsvoll község egy község Norvégia Akershus megyéjében, a Romerike régió része. A község adminisztratív központja Sundet.

## Általános információk

### Név
A község nevének első tagja az eid (óészaki nyelven eiđ) szó birtokos alakja, a második tag a voll (óészaki nyelven vǫllr), ami rétet, mezőt jelent. Az eid jelentése ebben az esetben "vízesés mellett vezető út". A Mjøsa tó környékén élő emberek, akik a Vorma folyón hajóztak le, valamint azok a hajósok, akik ugyanezen a folyón hajóztak fel, mind elhaladtak a község területén található Sundfossen vízesés mellett. Éppen ezért a terület még a kereszténység megjelenése előtt fontos csomópont lett.
1918 előtt a község nevét "Eidsvold"-nak írták, a queenslandi Eidsvold még ma is ezt az alakot használja.

### Címer
A község címerét 1987. november 20-án fogadták el. A címer egy mérleget, az igazság szimbólumát ábrázolja. A korai középkorban Eidsvollban egy helyi bíróságot alapítottak.

## Történelem
Eidsvold község 1838. január 1-jén jött létre (lásd formannskapsdistrikt). Feiringet 1964. január 1-jén csatolták Eidsvollhoz.
Eidsvollt már az óészaki iratokban is megemlítik. A 11. században Vangból (ma Hamar része) ide helyezték át Norvégia keleti részeinek bíróságát és tingjét. A Vorma folyó és a Mjøsa tó állandó átjárást biztosított Norvégia belső területeinek nyugati részéhez. Eidsvoll keleti része egy kisebb aranyláz helyszíne volt, amikor 1758-ban aranyat találtak a ma Gullverketként (az Aranyművek) ismert területen.
Az Eidsvoll Verk vasércolvasztó 1624-ben nyílt meg IV. Keresztély dán király rendeletére, kihasználva az Andelva folyó vízierejét. A tulajdonosa a Kongsbergi ezüstbányák igazgatója, Schlanbusch volt, a gyár 1781-ig a család birtokában maradt. 1781-ben Carsten Anker vette meg. A gyár ekkor már hanyatlásnak indult, ugyanis a környék erdeinek nagy részét kivágták, hogy biztosítsák a faszénellátást. Anker fellendítette a gyárat, ami ezután kályhák és más vastárgyak előállításába kezdett. Anker 1811-ben Eidsvollba költözött, és újjáépítette a mai Eidsvollsbygningen épületet, amelyben 1814-ben aláírták a norvég alkotmányt.
Eidsvoll gazdaságára egészen a közelmúltig a mezőgazdaság volt jellemző, habár a talaj agyagos.
1814. május 17-én Eidsvollban gyűlt össze a Norvég Alkotmányozó Gyűlés, hogy elfogadja Norvégia alkotmányát. Az épület, ahol a gyűlést tartották (Eidsvollbygningen) ma híres múzeum.
1854-ben Eidsvoll lett az első norvég vasútvonal végállomása. Itt az utasok átszálhattak a Skibladner gőzhajóra, amely Hamarba, Gjøvikbe vagy Lillehammerbe szállította őket.

## Földrajz
Eidsvoll községet északról Østre Toten (Oppland megyében, a Mjøsa nyugati partján) és Stange (a tó keleti partján) határolja, keletről Nord-Odal (mindkettő Hedmark megyében). Akershus megyében délkeletre Nes, délre Ullensaker, nyugatra pedig Nannestad és Hurdal fekszik.
Amellett, hogy Eidsvoll Oslo alvóvárosa, mező- és erdőgazdálkodása is jelentős. A főbb kereskedelmi központok Sundet és Råholt.

## Híres lakosok
- Dagmer Lahlum, ellenálló a második világháború alatt, Eddie Chapman menyasszonya; itt született
- Ola Skjåk Bræk, gazdasági miniszter; Eidsvollban született és nőtt fel
- Henrik Weegeland, költő. Apja, Nicolai Wergeland professzor az Alkotmányozó Gyűlés tagja volt, Eidsvoll lelkipásztora. Habár a költő és nővére, Camilla Collett nem Eidsvollban születtek, itt nőttek fel.
- Arne Ekeland, művész, egész életében Bønben élt és alkotott
- Åsmund Lønning Strømnes, professzor

## Testvérvárosok
- - Egilsstaðir, Izland
- - Skara, Västra Götaland megye, Svédország
- - Sorø, Sjælland régió, Dánia
- - Suolahti, Länsi-Suomi, Finnország